# Priolepis
Genre
Priolepis est un genre de poissons de la famille des Gobiidae.

## Espèces
Selon World Register of Marine Species (15 décembre 2016) :
- Priolepis agrena Winterbottom & Burridge, 1993
- Priolepis ailina Winterbottom & Burridge, 1993
- Priolepis aithiops Winterbottom & Burridge, 1992
- Priolepis akihitoi Hoese & Larson, 2010
- Priolepis anthioides (Smith, 1959)
- Priolepis ascensionis (Dawson & Edwards, 1987)
- Priolepis aureoviridis (Gosline, 1959)
- Priolepis boreus (Snyder, 1909)
- Priolepis cincta (Regan, 1908)
- Priolepis compita Winterbottom, 1985
- Priolepis cyanocephala Hoese & Larson, 2010
- Priolepis dawsoni Greenfield, 1989
- Priolepis eugenius (Jordan & Evermann, 1903)
- Priolepis fallacincta Winterbottom & Burridge, 1992
- Priolepis farcimen (Jordan & Evermann, 1903)
- Priolepis goldshmidtae Goren & Baranes, 1995
- Priolepis hipoliti (Metzelaar, 1922)
- Priolepis inhaca (Smith, 1949)
- Priolepis kappa Winterbottom & Burridge, 1993
- Priolepis latifascima Winterbottom & Burridge, 1993
- Priolepis limbatosquamis (Gosline, 1959)
- Priolepis nocturna (Smith, 1957)
- Priolepis nuchifasciatus (Günther, 1873)
- Priolepis pallidicincta Winterbottom & Burridge, 1993
- Priolepis profunda (Weber, 1909)
- Priolepis psygmophilia Winterbottom & Burridge, 1993
- Priolepis randalli Winterbottom & Burridge, 1992
- Priolepis robinsi Garzón-Ferreira & Acero P., 1991
- Priolepis semidoliata (Valenciennes, 1837)
- Priolepis squamogena Winterbottom & Burridge, 1989
- Priolepis sticta Winterbottom & Burridge, 1992
- Priolepis triops Winterbottom & Burridge, 1993
- Priolepis vexilla Winterbottom & Burridge, 1993
- Priolepis winterbottomi Nogawa & Endo, 2007

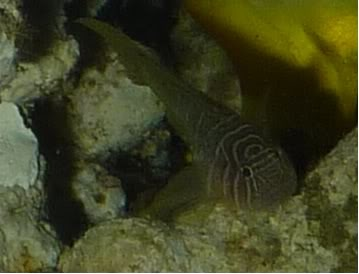
Priolepis boreus.
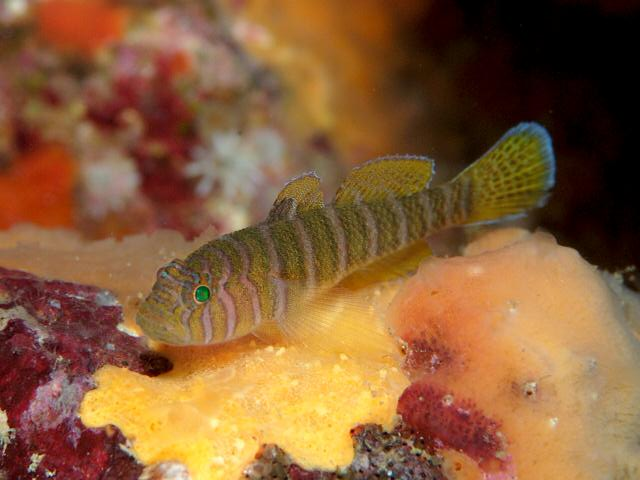
Priolepis cincta.
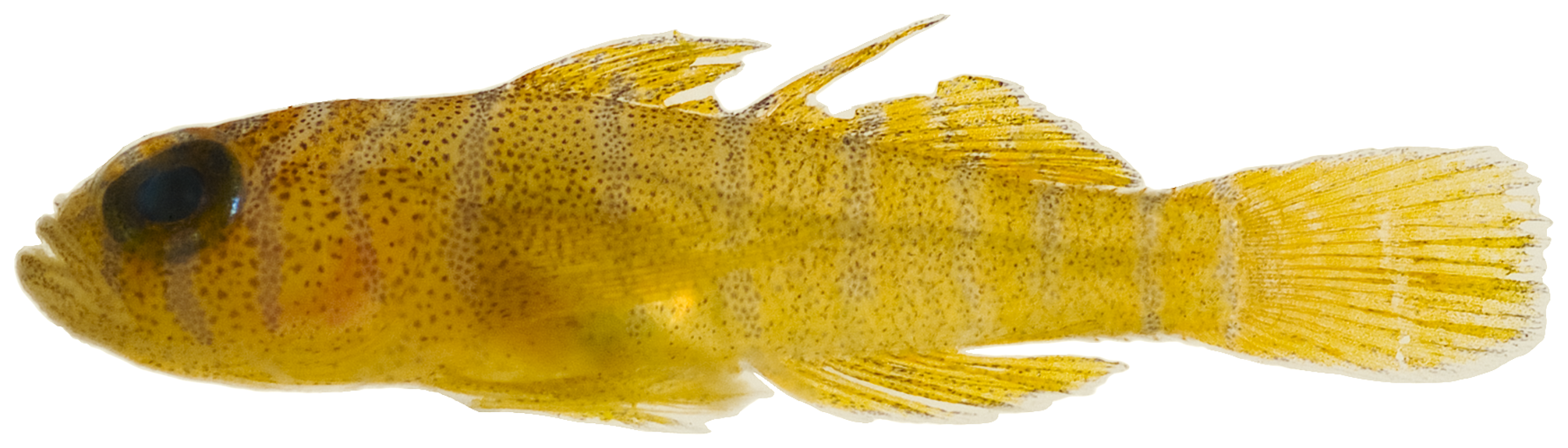
Priolepis hipoliti.
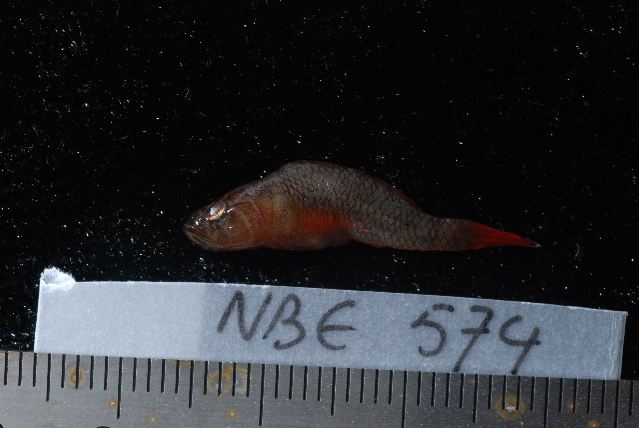
Priolepis inhaca.
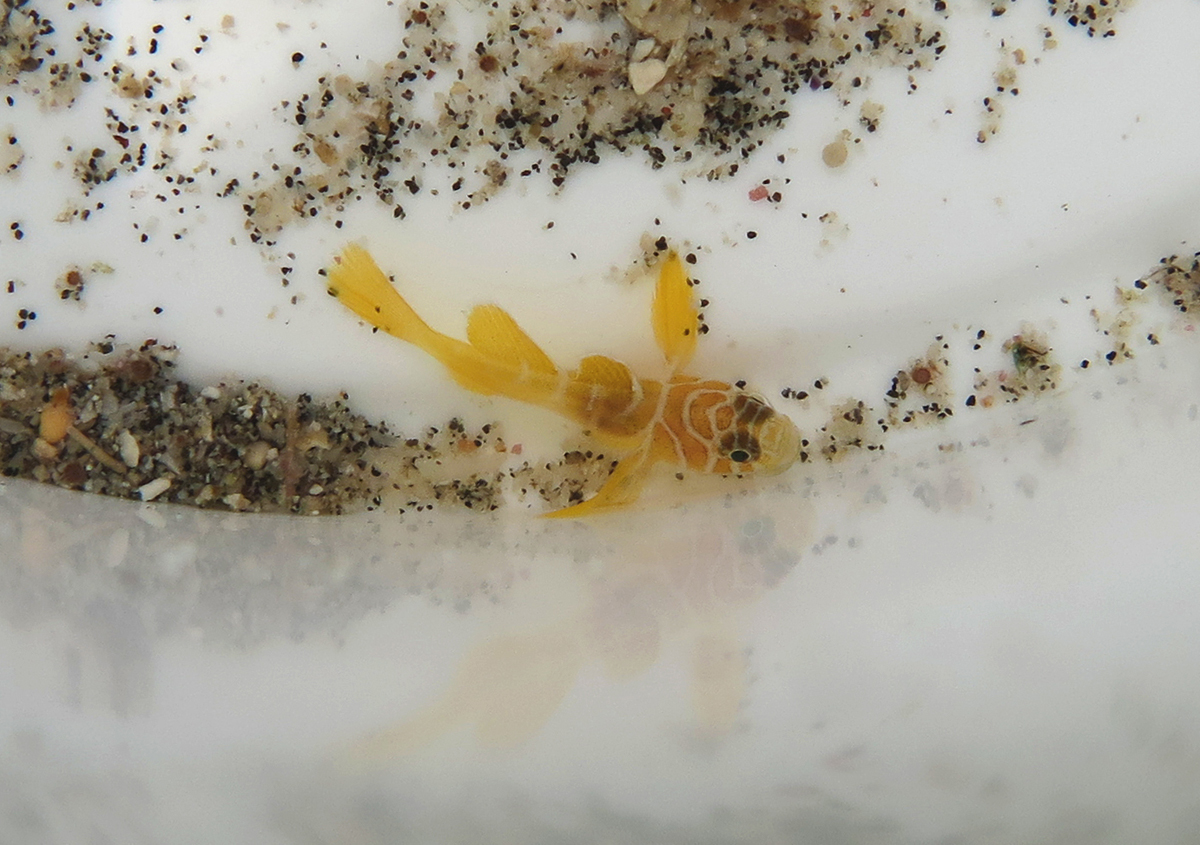
Priolepis semidoliata (juvénile).

## Systématique
Le nom valide complet (avec auteur) de ce taxon est Priolepis Valenciennes, 1837.
Priolepis a pour synonymes :
- Cingulogobius Herre, 1927
- Cremornea Whitley, 1962
- Pleurogobius Seale, 1910
- Prioleps
- Prioolepis
- Quisquilius Jordan & Evermann, 1903
- Quisquilus
- Zonogobius Bleeker, 1874